# 319-я ракетная эскадрилья
319-я ракетная эскадрилья — эскадрилья в составе 90-го ракетного крыла 20-й армии ВВС США. На её вооружении состоят 50 межконтинентальных баллистических ракет LMG-30G.
Эскадрилья была сформирована в апреле 1942 года как бомбардировочная. 1 октября 1963 года появилась 319-я ракетная эскадрилья 4-го формирования. На её вооружение в начале 1964 года поступили 50 ракет LGM-30A «Минитмен-1», в 1973-74 годах они были заменены на LMG-30G «Минитмен-3».
Ракеты распределены между пятью пусковыми комплексами по 10 на каждом:
- A-01 (Вайоминг, 41°19′44″ с. ш. 104°15′56″ з. д.HGЯO);
- B-01 (Вайоминг, 41°30′41″ с. ш. 103°59′41″ з. д.HGЯO);
- C-01 (Небраска, 41°39′49″ с. ш. 103°40′26″ з. д.HGЯO);
- D-01 (Небраска, 41°21′41″ с. ш. 103°47′39″ з. д.HGЯO);
- E-01 (Вайоминг, 41°06′09″ с. ш. 103°59′00″ з. д.HGЯO).